# Tócame (canción de Sin Bandera)
«Tócame» es una canción de la agrupación mexicana-argentina Sin Bandera publicado como el tercer y último sencillo de su tercer álbum de estudio Mañana (2006), publicada el día 29 de mayo de 2006. La canción fue escrita por los mismos integrantes y fue producida por Aureo Baqueiro.
También ha estado dentro de los discos de grandes éxitos de ellos y la han cantado en vivo de todas sus presentaciones y giras musicales tanto en México como en otros lugares.

## Lista de canciones

### CD - Promo[6]
| Tócame — Single |          |          |  |
| N.º             | Título   | Duración |  |
| 1.              | «Tócame» | 4:42     |  |

## Posiciones en las listas
| Listas (2006)                              | Posición |
| ------------------------------------------ | -------- |
| Estados Unidos Billboard Hot Latin Tracks  | 25       |
| Estados Unidos Billboard Latin Pop Airplay | 18       |